# Mary Harris Jones
Mary Harris Jones (gedoopt in 1837 – 30 november 1930) was een Iers-Amerikaans vakbondsleider, activist en socialist. Ze leidde grote stakingen, vocht voor en won het verbod op kinderarbeid en was een van de oprichters van de radicale vakbond Industrial Workers of the World (IWW). Ze staat ook bekend als "Mother Jones".
- Biblioteca Nacional de España: XX982528
- Bibliothèque nationale de France: cb11908979j (data)
- Catàleg d'autoritats de noms i títols de Catalunya: 981058524516406706
- CiNii: DA01325510
- Gemeinsame Normdatei: 118546120
- International Standard Name Identifier: 0000 0004 0033 4967
- Library of Congress Control Number: n80002291
- MusicBrainz: 7b52e2c7-627d-4c65-964e-c1b10c58de7e
- Nationale bibliotheek van Australië: 35252801
- Nationale Bibliotheek van Israël: 987007336646405171
- Nationale Bibliotheek van Polen: a0000003441369
- Nederlandse Thesaurus van Auteursnamen: 235212156
- Istituto Centrale per il Catalogo Unico: IEIV007575
- LIBRIS: 389377
- SNAC: w66794x8
- Système universitaire de documentation: 026940094
- Trove: 883115
- Virtual International Authority File: 193711314
- WorldCat: E39PBJcwBpB9M4KRtt7qkw97HC